# Росоки
Росоки (мкд. Росоки) су насељено место у Северној Македонији, у западном делу државе. Росоки припадају општини Маврово и Ростуша.

## Географија
Насеље Росоки је смештено у западном делу Северне Македоније. Од најближег већег града, Дебра, насеље је удаљено 25 km североисточно.
Росоки се налазе у доњем делу историјске области Река. Насеље је положено високо, на западним висовима планине Бистра, док се даље ка западу тло стрмо спушта у уску долину реке Радике. Надморска висина насеља је приближно 980 метара.
Клима у насељу је планинска.

## Становништво
По попису становништва из 2002. године Росоки су били без становника.
Претежно становништво у насељу били су македонски Словени православне вероисповести.